# Орден Аугусто Сесара Сандино
Орден Аугусто Сесара Сандино — высшая государственная награда Никарагуа.

## История
Орден Аугусто Сесара Сандино был учреждён 28 октября 1981 года декретом № 851 Правительственной хунты национального возрождения и регламентирован 6 ноября того же года. Он назван в честь национального героя Никарагуа, лидера национально-освободительной революционной войны 1927—1934 годов. Аугусто Сесара Сандино.
Орден вручается гражданам Никарагуа и иностранцам, «в знак признания исключительных услуг, перед Родиной или человечеством».

## Степени
Он имеет три степени, названных в память событий никарагуанской истории, от самого высокого:
- Битвы при Сан-Хасинто (1-го класса)

- Сражения за Койотепе (2-го класса)

- Сражения за Окоталь (3-го класса)

## Описание
5-сантиметровый круглый знак ордена состоит из четырёх рук, завершенных двойным наконечником (золото для первого класса, серебро для второго и бронза для третьего), направленных к центру, где размещено рельефное изображение Аугусто Сесара Сандино в золоте на красной эмали, над чередующимися сине-белым (сверху) и красно-чёрным (снизу) флагами, символизирующими национальные цвета Никарагуа и Сандинистского фронта национального освобождения.
Орден крепится 6-сантиметровой на сине-белой ленте шириной 4 сантиметра с красно-чёрным креплением и булавкой для крепления вверху. На знаке имеются надписи «Республика Никарагуа», «Орден Аугусто Сасара Сандино» и название соответствующей степени.
Для военных, награждённых орденом, добавляется специальная заколка для ношения на форме, состоящая из тканевой ленты размером восемь сантиметров в длину и два в ширину, представляющей горизонтально, пополам, цвета сине-белый (справа) и красно-чёрный (слева).
После смерти награждённого орден остаётся в семье без права ношения. При получении более высокой степени ордена предыдущий орден подлежит возвращению.